# Tsangpa Gyare
Tsangpa Gyare (Yeshe Dorje) (1161-1211) was een Tibetaans tulku. Hij was de eerste gyalwang drugpa, de belangrijkste geestelijk leiders van de drugpa kagyütraditie in het Tibetaans boeddhisme.

## Biografie
Tsangpa Gyare Yeshe Dorje werd geboren in 1161 als jongste van 7 kinderen, in boven-Nyang, een gebied in de provincie Tsang. Zijn ouders, die veel monden moesten voeden, gaven hem aan een aanhanger van de Bön, die hem Yungdrun Pel noemde. Omdat zijn moeder jong overleed, logeerde hij meest bij zijn leraren. Op zijn 12e nam een oudere broer hem mee naar Tsangrong om zijn scholing voort te zetten. Vanaf zijn 15e was hij 8 jaar in de leer bij Kharlungpa en bekwaamde zich onder andere in Logica en de esoterische leer van Zhije en Dzogchen. Op zijn 22e ontmoette hij Lingrepa Padma Dorje, die zijn belangrijkste leraar werd. Deze beheerste al op vroege leeftijd het tantrische boeddhisme van de mahamudra en de zes yoga's van Naropa. Naast de studies die hij samen met Lingrepa deed, volgde hij ook lessen tantra bij Ngok Dorje Sengge.
Hoewel het ontdekken van verborgen geschriften normaal in de Nyingma-school voorkomt, zou dit ook aan Tsangpa Gyare ten deel zijn gevallen zodat hij een tertön genoemd kan worden. Toen hij zich langere tijd wilde afzonderen, drong Lingrepa erop aan dat hij naar een riviervallei zou gaan die naar Bhutan leidt. Daar ontdekte hij een tekst die door de Indiase goeroe Tipupa geschreven zou zijn, en toevertrouwd aan zijn volgeling Rechung Dorje Dragpa (1081-1161), die hem daar verborgen zou hebben. De geheime plek werd via Sumpa Repa aan Lingrepa doorgegeven, die Tsangpa Gyare vertelde waar hij moest zoeken.
Omstreeks 1190 was Tsangpa Gyare bekend geworden in Centraal-Tibet; in 1193 werd hem aangeraden dat hij monnik moest worden om anderen meer van nut te kunnen zijn. Bij zijn inwijding kreeg hij de naam Yeshe Dorje. In de daarop volgende jaren reisde hij veel door Tibet en gaf onderricht op verschillende plaatsen op verzoek van abten en anderen. In 1180 was door hem het Ralungklooster gesticht, rond 1195 stichtte hij de Longdol-hermitage. In 1193 het Shedrub Chokhor Ling-klooster en in 1205 het drugpa kagyü klooster, waarvan de naam Drugpa is afgeleid. Naast deze publieke activiteiten bleef hij zich regelmatig terugtrekken naar afgelegen plaatsen, ook zijn studenten zond hij regelmatig in retraite. 
Hij overleed in 1211. Twee van zijn volgelingen zijn het beginpunt van een leerlijn van de Drugpa. De lijn van de Opper Drugpa's werd begonnen door Gotsangpe Gonpo Dorje (1189-1258). De lijn van de Neder Drugpa's werd geïnitieerd door Lorepa Wanchuk Tsondru (1187-1250).